# ATC kod A10
ATC kod A10 Lekovi koji se koriste za dijabetes su terapeutska podgrupa sistema za anatomsko terapeutsko hemijsku klasifikaciju. Ovaj sistem alfanumeričkih kodova je razvio  za klasifikaciju lekova i drugih medicinskih proizvoda.  Podgrupa A10 je deo anatomske grupe A Alimentarni trakt i metabolizam.

Kodovi za veterinarsku upotrebu (ATCvet kodovi) se mogu formirati stavljanjem slova Q ispred humanih ATC kodova: QA10... 
Nacionalna izdanja ATC klasifikacije mogu da obuhvataju dodatne kodove koji nisu prisutni na ovoj listi.

### A10ABInsuliniianaloziza injekciju sa brzim dejstvom
A10AB01 Insulin (ljudski)
A10AB02 Insulin (goveđi)
A10AB03 Insulin (svinjski)
A10AB04 Insulin lispro
A10AB05 Insulin aspart
A10AB06 Insulin glulizin
A10AB30 Kombinacije

### A10AC Insulini i analozi za injekciju, sa srednjim vremenom dejstva
A10AC01 Insulin (ljudski)
A10AC02 Insulin (goveđi)
A10AC03 Insulin (svinjski)
A10AC04 Insulin lispro
A10AC30 Kombinacije

### A10AD Insulini i analozi za injekciju, sa srednjim vremenom dejstva u kombinaciji sa brzo delujućim
A10AD01 Insulin (ljudski)
A10AD02 Insulin (goveđi)
A10AD03 Insulin (svinjski)
A10AD04 Insulin lispro
A10AD05 Insulin aspart
A10AD30 Kombinacije

### A10AE Insulini i analozi za injekciju, dugotrajni
A10AE01 Insulin (ljudski)
A10AE02 Insulin (goveđi)
A10AE03 Insulin (svinjski)
A10AE04 Insulin glargin
A10AE05 Insulin detemir
A10AE30 Kombinacije

### A10AF Insulini i analozi za inhalaciju
A10AF01 Insulin (ljudski)

## A10B Lekovi koji snižavanju nivokrvane glukoze, izuzev insulina

### A10BABigvanidi
A10BA01 Fenformin
A10BA02 Metformin
A10BA03 Buformin

### A10BBSulfonamidi, derivatiureje
A10BB01 Glibenklamid
A10BB02 Hlorpropamid
A10BB03 Tolbutamid
A10BB04 Glibornurid
A10BB05 Tolazamid
A10BB06 Karbutamid
A10BB07 Glipizid
A10BB08 Glikvidon
A10BB09 Gliklazid
A10BB10 Metaheksamid
A10BB11 Glizoksepid
A10BB12 Glimepirid
A10BB31 Acetoheksamid

### A10BC Sulfonamidi (heterociklični)
A10BC01 Glimidin

### A10BD Kombinacije oralnih lekova koji snižavaju nivo krvne glukoze
A10BD01 Fenformin i sulfonamidi
A10BD02 Metformin i sulfonamidi
A10BD03 Metformin i roziglitazon
A10BD04 Glimepirid i roziglitazon
A10BD05 Metformin i pioglitazon
A10BD06 Glimepirid i pioglitazon
A10BD07 Metformin i sitagliptin
A10BD08 Metformin i vildagliptin
A10BD09 Pioglitazon i alogliptin
A10BD10 Metformin i saksagliptin
A10BD11 Metformin i linagliptin

### A10BF Alfaglukozidazniinhibitori
A10BF01 Akarboza
A10BF02 Miglitol
A10BF03 Vogliboza

### A10BGTiazolidindioni
A10BG01 Troglitazon
A10BG02 Roziglitazon
A10BG03 Pioglitazon

### A10BHInhibitori dipeptidil peptidaze 4 (DPP-4)
A10BH01 Sitagliptin
A10BH02 Vildagliptin
A10BH03 Saksagliptin
A10BH04 Alogliptin
A10BH05 Linagliptin

### A10BX Drugi lekovi koji snižavaju nivo krvne glukoze, izuzevinsulina
A10BX01 Guarova guma
A10BX02 Repaglinid
A10BX03 Nateglinid
A10BX04 Eksenatid
A10BX05 Pramlintid
A10BX06 Benfluoreks
A10BX07 Liraglutid
A10BX08 Mitiglinid
A10BX09 Dapagliflozin

## A10X Drugi lekovi koji se koriste zadijabetes

### A10XA Inhibitoraldozne reduktaze
A10XA01 Tolrestat